# فريتز بيكر (عسكري)
فريتز بيكر (بالألمانية: Fritz Becker)‏ هو عسكري ألماني، ولد في 7 مارس 1892 في Heidberg ‏ في ألمانيا، وتوفي في 11 يونيو 1967 في هرتسبرغ آم هارتس في ألمانيا.